# 타트라 (기업)

코프르지브니체의 시 문장에 있는 프레지던트(Präsident)

타트라(TATRA)는 체코의 자동차 제조업체이다. 타트라는 타트라 트럭(TATRA TRUCKS a.s.) 산하에 있으며, 세계에서 세 번째로 오랜 역사를 가진 자동차 생산 회사이다. 타트라는 1850년에 창업자 이그나츠 슈스탈라의 이름을 따서 "Ignatz Schustala & Cie"라는 이름으로 체코 코프르지브니체에서 설립되었다. 1890년에는 주식회사가 되었고, 네셀스도르퍼 바겐바우-공장회사(Nesselsdorfer Wagenbau-Fabriksgesellschaft.)로 사명을 바꾸었다. 1897년에는 중부 및 동유럽에서 최초로 가솔린 엔진이 장착된 공장 생산 자동차인 프레지던트(Präsident)를 생산했으며 1년 후인 1898년에는 NW 퍼스트 트럭을 생산했다. 1918년에는 회사 이름을 Kopřivnická vozovka로 바꾸었고, 1919년에 Nesselsdorfer 상표를 체코슬로바키아-폴란드 국경(현재는 폴란드-슬로바키아 국경에 있음)에 있는 인근 타트라 산맥의 이름을 따서 타트라(Tatra)로 바꾸었다.
전간기에 타트라는 1923년에 타트라 11 출시를 시작으로 백본 튜브 섀시와 공랭식 엔진을 기반으로 한 저렴한 자동차 라인으로 국제적으로 명성을 얻게 됐으며 1934년에 타트라 77을 출시하면서 자동차 공기 역학의 선구자가 되었다. 1938년 독일-체코슬로바키아 전쟁과 뮌헨 협정 이후, 코프르지브니체가 나치 독일에 점령당하면서 타트라의 생산은 군수 생산으로 전환되었다. 1942년에 출시된 타트라 111과 같은 트럭은 군용 트럭으로 쓰이며 독일 나치 전쟁에서 뿐만 아니라 중부 유럽과 소련의 전후 재건에도 중요한 역할을 했다.
오늘날 타트라의 생산은 수세기 동안 백본 섀시, 스윙 하프 액슬, 공랭식 엔진을 개발해 온 기술을 바탕으로 대형 오프로드 트럭 및 상용차에 중점을 두고 있다. 생산의 핵심은 주로 군사용을 목표로 한 타트라 817과 주로 민간 시장을 목표로 한 타트라 피닉스(DAF 캐빈과 파카 수냉식 엔진을 갖춘 Tatra 섀시)로 구성된다.

## 창립 초기

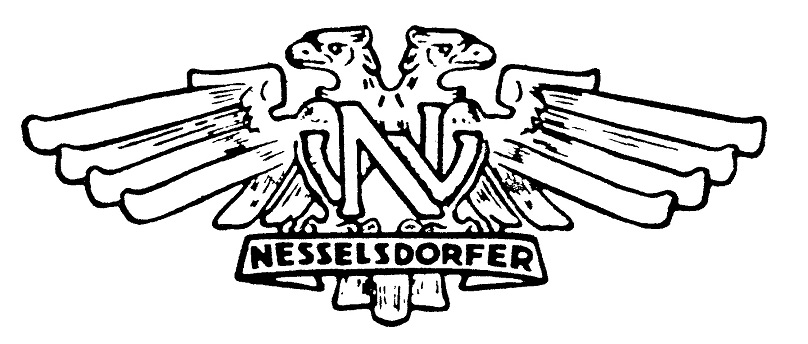
네셀스도르퍼의 로고

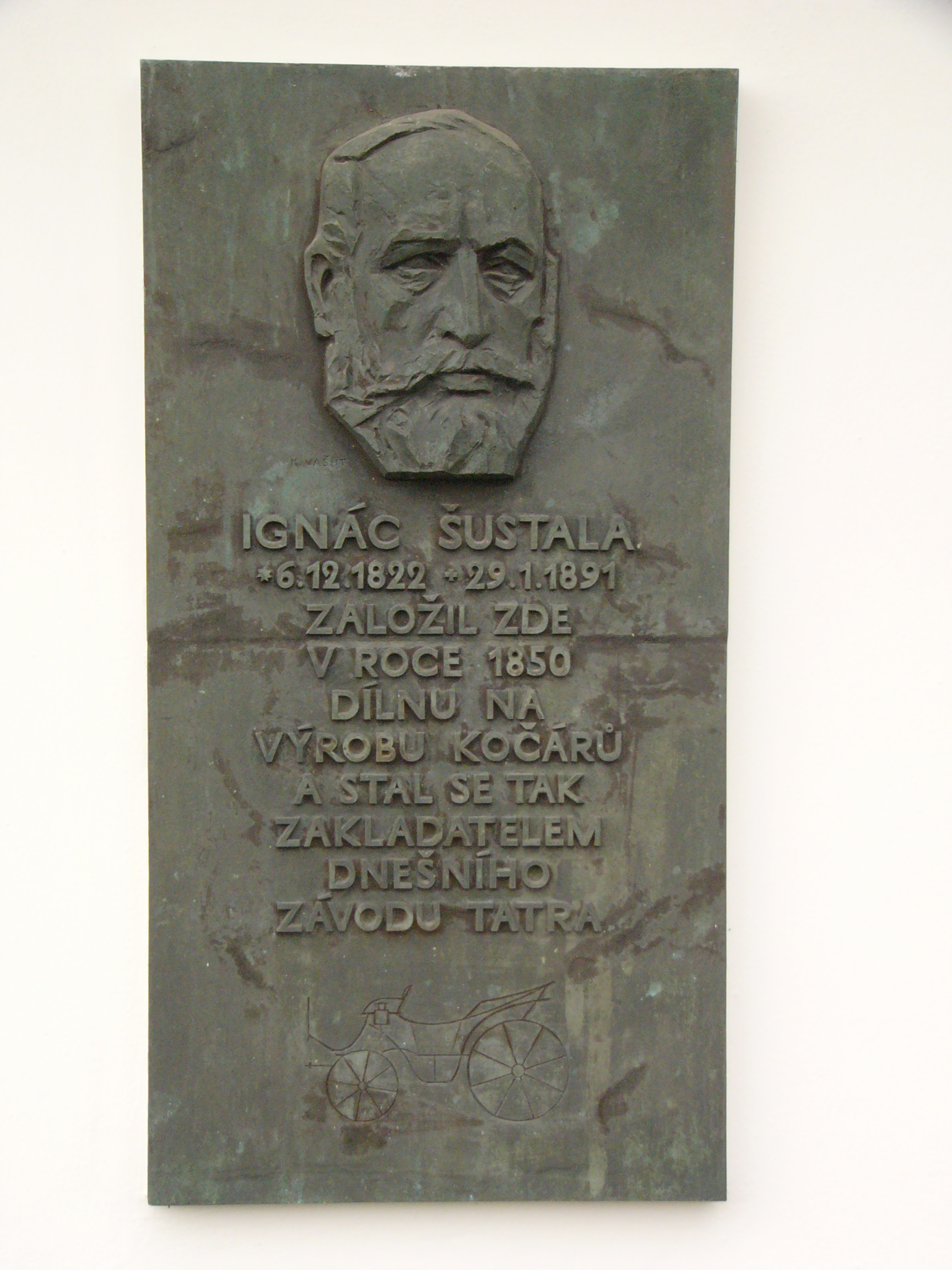
창립자 이그나츠 슈스탈라

1850년에 이그나츠 슈스탈라는 동생에게 농장 헛간을 빌려 그곳에서 마차를 제작하기 시작했으며 이는 창업의 시초가 되었다. 이후 코프르지브니체에 자신의 이름을 따서 "Ignatz Schustala & Cie"라는 이름으로 회사를 설립했고, 본격적으로 마차 제조 사업에 뛰어들었다.
1880년대에는 궤도차를 생산하기 시작했다.
1890년에 회사는 주식회사가 되었고, 네셀스도르퍼 바겐바우-공장회사(Nesselsdorfer Wagenbau-Fabriksgesellschaft.)로 사명을 바꾸었다. 같은 해에 Hugo Fischer von Röslerstamm이 회사의 기술 책임자가 되었다. 1891년 슈스탈라가 사망한 후, Röslerstamm이 회사 경영을 이어받았다.

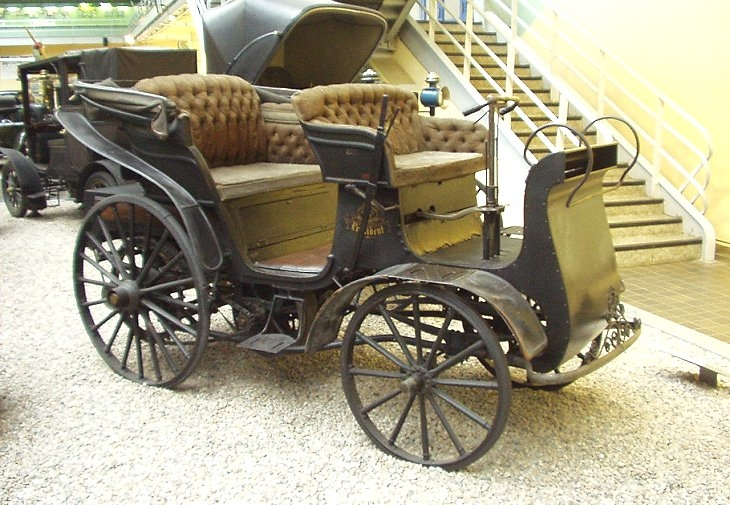
1897년 중부 및 동부 유럽 최초의 공장 생산 자동차인 프레지던트(Präsident)

1897년에는 내연 기관을 갖춘 자동차를 제조하기 시작했다. 1897년, Röslerstamm이 구매한 벤츠 자동차에서 영감을 얻어, 오스트리아의 엔지니어 한스 레트빈카와 에드문트 럼플러의 지휘 아래 첫 번째 자동차인 프레지던트(Präsident)를 생산했다. 프레지던트는 그 해 말에 비엔나에서 전시되었다. 회사는 자동차 주문을 받기 시작했으며 1897년부터 1900년 사이에 프레지던트를 기반으로 한 개량형 자동차 9대가 제작되었다.

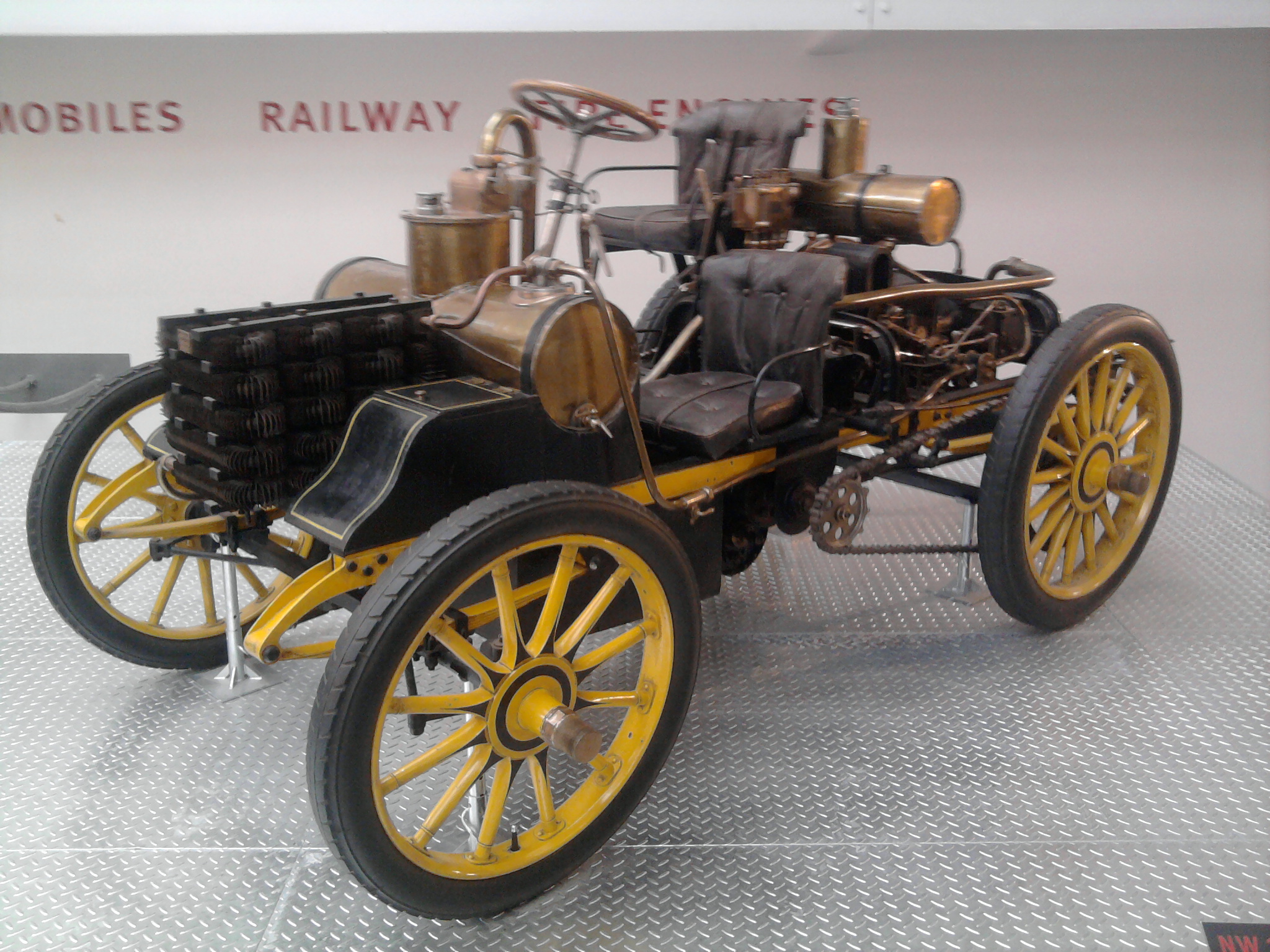
1900년에 생산된 회사 최초의 경주용 자동차인 렌츠바이어(Renzweier)

레트빈카가 완전히 설계한 최초의 자동차는 1900년에 생산된 네셀스도르프 A(Nesselsdorf A)였다. 당시 22대가 제작되었던 네셀스도르프 A는 후방에 2714cc 엔진을 탑재했으며, 최고 속도는 시속 40km(25마일)였다.
네셀스도르프 A에 이어 1902년에는 중앙 엔진을 탑재한 타입 B가 출시되었다.
그 후 레트빈카는 회사를 떠나 증기 엔진 개발에 집중했다. 그는 1905년에 다시 돌아와 3308cc 4기통 엔진이 장착된 완전히 새로운 자동차인 타입 S를 설계했다.
1912년에 23주 동안 지속된 파업으로 회사는 생산에 큰 타격을 입었고, Röslerstamm은 회사를 떠났다. 1916년에 레트빈카는 다시 회사를 떠나 경쟁사 중 하나였던 오스트리아 그라츠에 위치한 슈타이어-다임러-푸흐에서 일을 하게 됐다.

## 타트라 컨셉
1919년에 자사 자동차에 타트라 산맥의 이름을 따서 타트라(Tatra)라는 이름의 브랜드를 적용하기 시작했다.
1921년에 회사 이름은 "Kopřivnická vozovka"로 변경되었다. 그해 회사 이사인 Leopold Pasching은 레트빈카가 회사로 돌아와 새로운 자동차 공장을 운영하도록 설득했다.

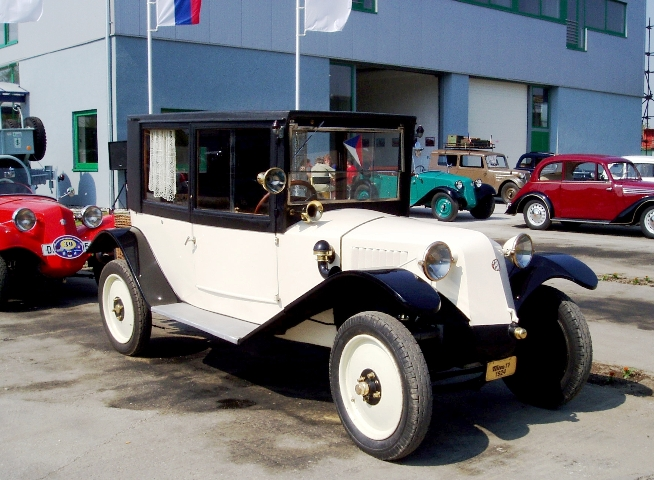
1924년식 타트라 11

결국 다시 돌아온 레트빈카는 1923년에 타트라 11을 출시했다. 타트라 11은 뒤쪽에 swinging semi-axles이 있는 단단한 백본 튜브가 특징으로, 독립적인 서스펜션을 제공했으며 전면에 공랭식 1056cc 2기통 엔진을 달았다.
1924년 회사의 이름을 "Závody Tatra"로 변경했다.
1925년에 출시된 타트라 17은 1930cc 수냉식 6기통 엔진과 완전히 독립적인 서스펜션을 특징으로 했다.
1926년에 타트라 11의 후속 모델인 타트라 12가 출시되었는데, 타트라 12는 타트라 11과 유사했지만 4륜 브레이크가 장착되었다.
1927년에 회사 이름을 "Ringhoffer-Tatra"로 변경했다.

## 공기 역학 자동차

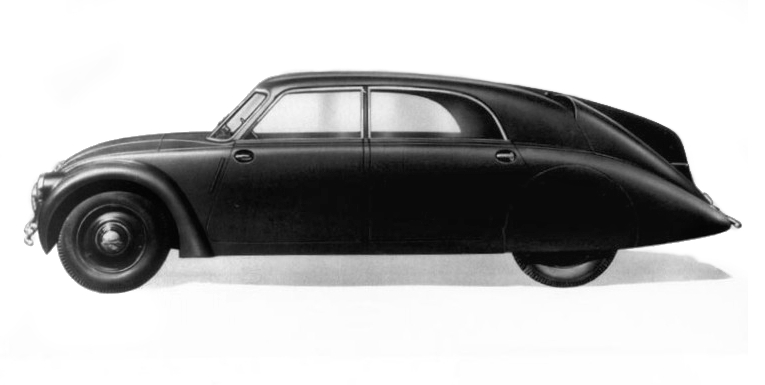
1934년 세계 최초로 생산된 공기역학 자동차인 타트라 77

당시 타트라는 공랭식 플랫 트윈을 4기통 및 6기통으로 발전시키는 등 최신 기술에 특화된 고급 자동차 제조 업체였으며 1931년에는 OHC 6리터 V12 엔진으로 (잠시) 정점을 찍었다. 1930년대에는 한스 레트빈카와 그의 아들 에리히 레트빈카, 독일 엔지니어 Erich Übelacker의 감독 하에 높은 관세와 외국 조립업체의 부재로 보호받은 타트라는 1934년 세계 최초로 생산된 공기역학 자동차인 대형 타트라 77로 시작된 파울 제라이(Paul Jaray)의 라이선스를 취득한 후 고급 유선형 자동차를 만들기 시작했다. 패스트백 타트라 77의 1:5 모델의 평균 공기 저항 계수는 0.2455로 기록되었으며 이후 출시된 대부분의 대형 타트라 모델들과 마찬가지로 후방 장착 공랭식 V8 엔진이 특징이었다.

## 타트라와 폭스바겐 비틀의 개념

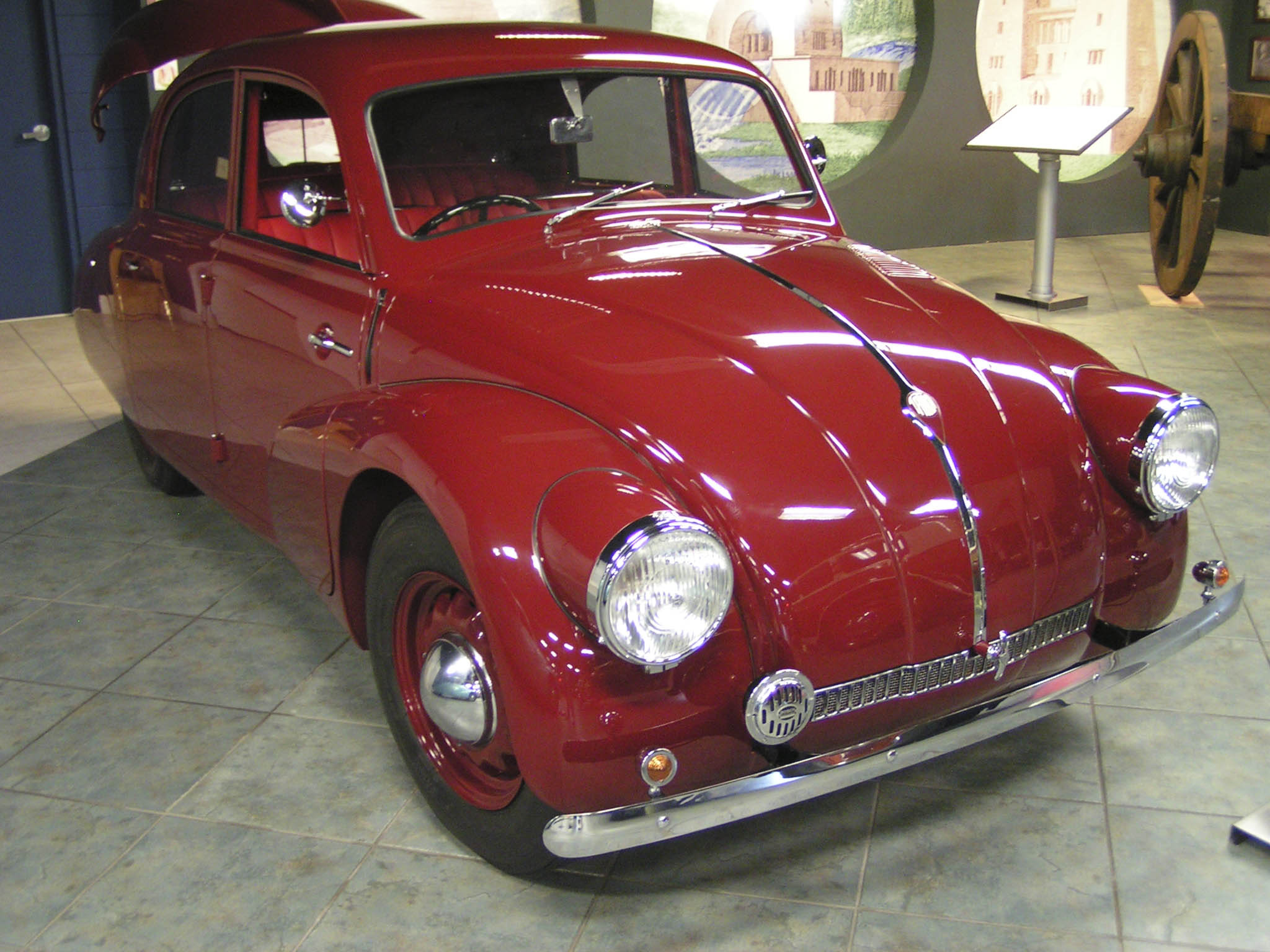
후에 폭스바겐 비틀에 영향을 준 타트라 97

아돌프 히틀러와 페르디난트 포르셰는 모두 타트라의 영향을 받았다. 히틀러는 열렬한 자동차 애호가였으며 체코슬로바키아의 정치 순방 중에 타트라 자동차를 탄 적이 있었다. 히틀러는 또한 레트빈카와 저녁 식사를 여러 번 하기도 했다. 저녁 식사 후 히틀러는 포르셰에게 "이것이 내 도로에 딱 맞는 차다"라고 말했다. 1933년부터 레트빈카와 포르셰는 정기적으로 만나 디자인에 대해 논의했으며 포르셰는 폭스바겐을 디자인하는 동안 "음, 가끔은 그의 어깨 너머로 배우고, 그 역시 가끔 내 어깨 너머로 배우곤 했어요"라며 존중하던 서로의 관계를 인정하기도 했다. 비틀이 타트라, 특히 타트라 V570과 놀라울 정도로 닮았다는 것은 의심의 여지가 없다. 1936년의 타트라 97은 후륜 구동에, 공랭식 4기통 수평대향 엔진을 탑재하여 4명을 태울 수 있었으며 앞쪽 보닛 아래와 뒷좌석 뒤에 짐을 보관할 수 있는 공간을 마련했다. 타트라와 비틀의 또 다른 유사점은 중앙에 구조적 터널이 있다는 점이다. 타트라는 폭스바겐을 상대로 특허 침해 소송을 제기했지만, 독일이 체코슬로바키아를 침공하면서 소송은 중단되었다. 동시에 타트라는 T97 생산을 중단해야 했다. 이 문제는 2차 세계 대전 이후 다시 제기되었고 1965년 폭스바겐은 법정 외 합의금으로 링호퍼(Ringhoffer) 가족에게 1,000,000 DM을 지급했다.
타트라와 폭스바겐의 차체 디자인에 앞서 1925년 폭스바겐 비틀과 유사한 스케치를 그린 헝가리 자동차 엔지니어 벨라 바레니의 유사한 디자인이 선행되었다.

## 전쟁
1938년 나치 독일이 체코슬로바키아를 침공한 후에도 타트라는 생산이 계속되었는데, 그 이유는 독일인들이 주로 이 차를 좋아했기 때문이다. 많은 독일 장교들이 무거운 리어엔진을 장착한 타트라를 감당할 수 없을 정도로 빠르게 몰며 코너를 돌다가 교통사고가 발생하여 사망했다. 이에 당시 일화에 따르면 타트라는 운전 중 사망한 수많은 장교들로 인해 '체코의 비밀 무기'로 알려지게 되었다. 한때 독일 장교가 타트라를 운전하는 것을 금지하는 공식 명령이 내려지기도 했다.

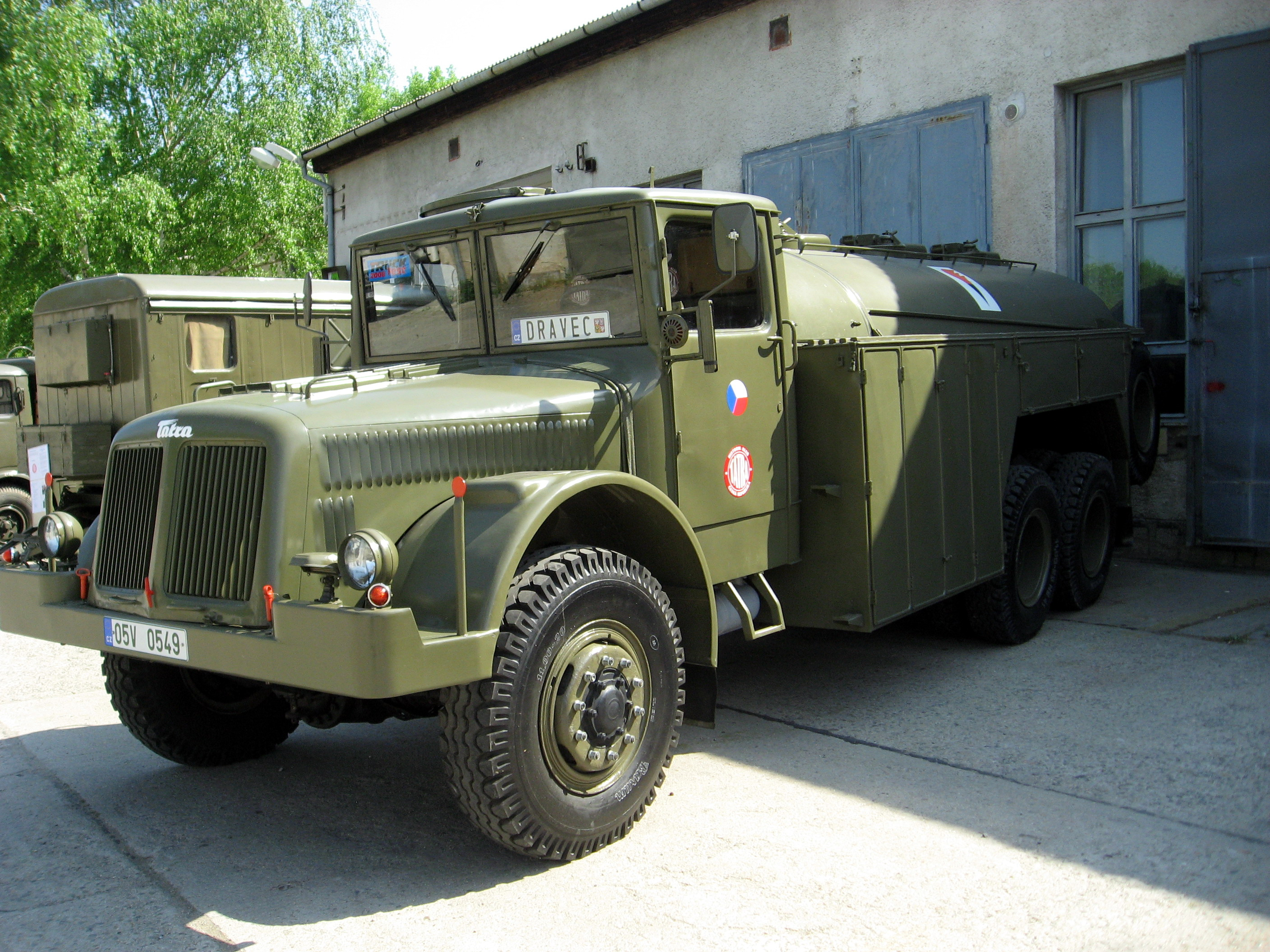
6x6 타트라 111 (1942)

또한 타트라는 독일의 전쟁 수행을 위해 트럭과 탱크 엔진을 생산하는 데 중요한 역할을 했다.

## 전후

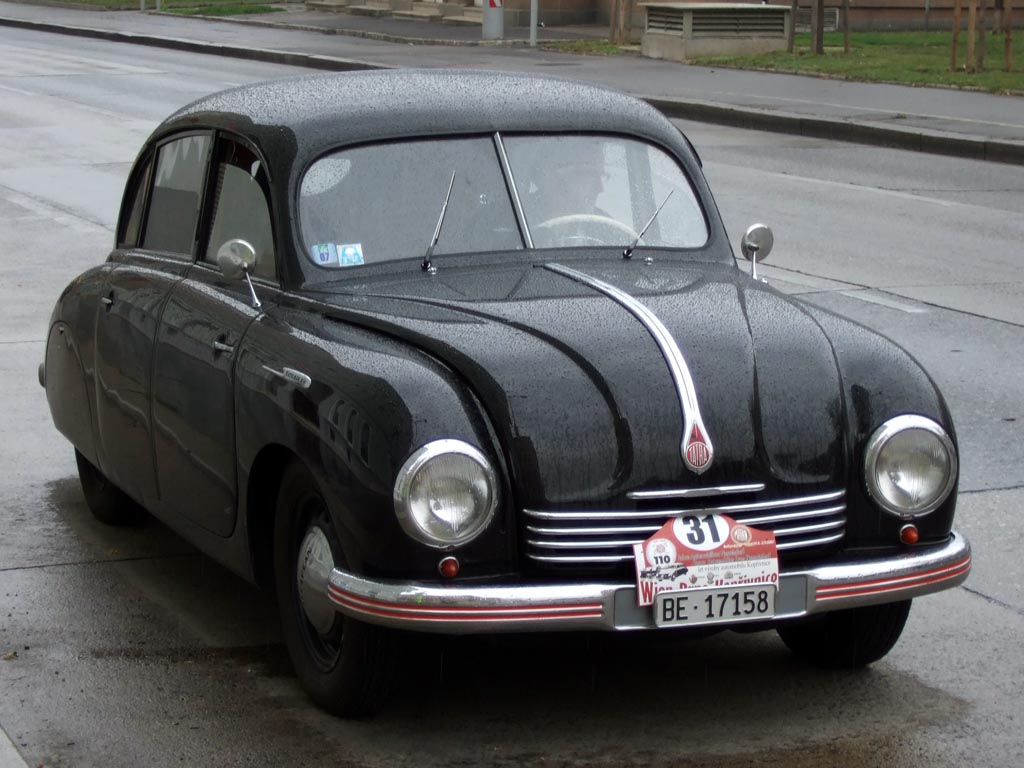
1948년부터 1952년까지 총 6,342대가 생산된 타트라 600은 한스 레트빈카가 디자인에 참여했다.

타트라 공장은 체코슬로바키아 공산당이 집권하기 거의 3년 전인 1945년에 국유화되었고 1946년 1월에 "Tatra Národní Podnik"으로 이름이 변경되었다. 전쟁 전 출시했던 모델은 계속 생산되었으며, 1948년엔 새로운 모델인 타트라 600이 생산되었다. 타트라 600은 새로운 공산주의 계획 경제와 비행기에서 영감을 얻은 것을 기념하여 타트라플란(Tatraplan)이라는 이름이 붙기도 했다.(체코어: aeroplán). 1951년, 국가 계획 부서는 타트라플란을 앞으로 믈라다볼레슬라프에 있는 스코다 공장에서 생산하기로 결정했고, 이로써 타트라는 트럭, 버스, 철도 장비에 집중할 수 있게 되었다.